# دارخزک اوراسیایی
دارخزک اوراسیایی (نام علمی: Certhia familiaris) پرنده ای است از راسته گنجشک‌سانان. این پرنده، 13 سانتیمتر طول دارد و با رنگ قهوه ای و منقار خمیده دیده می شود. دارخزک اوراسیایی روی درختان به صورت خزیدن حرکت می کند نوار ابرویی سفید و نسبتاً پهنی دارد که تا انتهای گوشپرهای قهوه ای خاکستری اش امتداد دارد.
زیستگاه: این پرنده درمناطق کوهستانی با جنگل های دارای درختان گوناگون تا ارتفاع 3000 متری، باغ ها و درختان قدیمی به سر برد ه و زیر پوست جدا شده ی درختان یا در شکاف درختان آشیانه می سازد. در ایران به صورت بومی و در مناطق زیستگاهی مناسب نسبتاً فراوان است.